# Präsidentschaftswahl in Burkina Faso 2010
Die Präsidentschaftswahl in Burkina Faso 2010 fand am 21. November 2010 im westafrikanischen Staat Burkina Faso statt. Der amtierende Präsident Blaise Compaoré gewann die Wahl mit mehr als 80 % aller abgegebenen Stimmen und legte damit gegenüber der Präsidentschaftswahl 2005 sogar noch ein paar Prozentbruchteile zu. Compaoré regiert Burkina Faso seit einem Militärputsch gegen den damaligen Präsidenten Thomas Sankara 1987 unangefochten. Seit Einführung des Mehrparteiensystems 1991 gewann er jede Präsidentschaftswahl ohne auf eine ernst zu nehmende Opposition zu stoßen und ist mit diesem allgemein erwarteten  Ergebnis für eine vierte Amtszeit bestätigt. Offen war im Vorfeld weniger der absehbare Sieg des Präsidenten als  die Höhe der Wahlbeteiligung unter diesen Voraussetzungen. Nicht einmal die Hälfte der etwa 7 Millionen Wahlberechtigten des Landes hatten sich für die Wahl registrieren lassen.
Der Kandidat mit der nächsthöheren Stimmenzahl war der ehemalige Außenminister Hama Arba Diallo, der 8,2 % der Stimmen erhielt. Oppositionsparteien beklagten, dass die Wählerkarten jeweils nur den Nachnamen und das Geburtsdatum aufführten, was in Burkina Faso, in dem sehr viele Menschen denselben Nachnamen haben, massiven Wahlbetrug ermögliche.

## Kandidaten
Zur Wahl angetreten waren:
- Blaise Compaore, der Amtsinhaber
- Bénéwendé Stanislas Sankara, Kandidat bereits 2005
- Pargui Emile Pare, Kandidat bereits 2005
- Boukary Kabore, Armeekommandeur
- Hama Arba Diallo, ehemaliger Außenminister
- Ouampoussoga François Kaboré, Hydrogeologe
- Maxime Kaboré

## Ergebnisse
| Kandidaten                                                                               | Stimmen   | %     |
| ---------------------------------------------------------------------------------------- | --------- | ----- |
| Blaise Compaoré – Congrès pour la démocratie et le progrès                               | 1.358.941 | 80,2  |
| Hama Arba Diallo – Parti pour la Démocratie et le Progrès, PDP                           | 138.666   | 8,2   |
| Bénéwendé Stanislas Sankara – Union pour la renaissance/Mouvement sankariste             | 107.377   | 6,3   |
| Boukari Kaboré – Pan-Afrikanische Sankaristische Union / Progressive Bewegung            | 39.029    | 2,3   |
| Maxime Kaboré                                                                            | 24.888    | 1,5   |
| Pargui Emile Paré – Volksbewegung für Sozialismus / Föderale Partei                      | 14.461    | 0,9   |
| Ouampoussoga François Kaboré – Parti pour la Démocratie et le Progrès / Parti Socialiste | 10.909    | 0,6   |
| total (Wahlbeteiligung 54,9 %)                                                           | 1.694.271 | 100,0 |
| ungültige Stimmen (4,7 %)                                                                | 84.422    |       |
| Stimmen insgesamt                                                                        | 1.778.693 |       |
| registrierte Wähler                                                                      | 3.239.777 |       |
| Quelle: Adam Carr’s Election Archive                                                     |           |       |